# Protapanteles pinicola
Protapanteles pinicola är en stekelart som först beskrevs av Mason 1981.  Protapanteles pinicola ingår i släktet Protapanteles och familjen bracksteklar. Inga underarter finns listade i Catalogue of Life.